# Korg Poly-61
De Korg Poly-61 is een zesstemmig polyfone synthesizer, gefabriceerd door Korg in 1982, en verscheen als opvolger van de Korg Polysix.
De later uitgebrachte Poly-61M in 1984 kreeg een eenvoudige MIDI-implementatie.

## Ontwerp
De Poly-61 werd bekend als Korgs eerste knoploze synthesizer. De Poly-61 werd ontworpen voor een hybride toongenerator, met digitaal-bestuurde analoge oscillators of DCO's.
Met twee DCO's per stem was het geluid voller van klank. De arpeggiator bleef behouden.
Het toetsenbord heeft een lichte aanslag. De Poly-61 wordt nog gebruikt door enkele retro-bands. In Unisono-modus gaat de klank richting een echte analoge synth.

## Technisch
De Poly-61 is de eerste Korg-synth met een ongewone maar zeer overzichtelijk drukknop edit-interface. De typische vierrichting joystick van Korg is eveneens toegevoegd, deze moduleert de VCO en het VCF. Het VCF (filter) klinkt minder vet dan die van de Polysix en is slechts instelbaar in zeven stappen. Dit geldt voor meer parameters van de Poly-61 in vergelijking met de Polysix: de instel-"resolutie" is drastisch verlaagd. Dit beperkt de bewerkingsmogelijkheden. Voorbeelden daarvan zijn de keyboard-tracking (slechts "on" en "off" standen mogelijk) en de resonance waar slechts acht posities zijn in te stellen.
De DCO's ontstemmen soms bij lage temperaturen, er is om die reden een stemknop aanwezig.